# Paraplecta parva
Paraplecta parva är en kackerlacksart som beskrevs av Karlis Princis 1963. Paraplecta parva ingår i släktet Paraplecta och familjen jättekackerlackor.
Artens utbredningsområde är Guinea. Inga underarter finns listade i Catalogue of Life.